# Sangsue (comics)
Pour les articles homonymes, voir Sangsue (homonymie).
La Sangsue (Leech) est un personnage appartenant à l'univers de Marvel Comics. Il fut créé par Chris Claremont et John Romita Jr et est apparu pour la première fois dans Uncanny X-Men #179 (mars 1984).
La Sangsue faisait partie des Morlocks avant d'intégrer l'équipe des super-héros de Generation X.

## Au cinéma
On le retrouve dans X-Men : L'Affrontement final comme étant le mutant qui est la source du remède contre la mutation et qui peut supprimer les pouvoirs des mutants. Dans le film, personne ne s'attend à ce que cela ne soit que temporaire.